# Vindvägstekel
Vindvägstekel (Anoplius aeruginosus) är en stekelart som först beskrevs av Tournier 1890.  Vindvägstekel ingår i släktet Anoplius, och familjen vägsteklar. Enligt den finländska rödlistan är arten starkt hotad i Finland. Enligt den svenska rödlistan är arten nära hotad i Sverige. Arten förekommer i Götaland, Gotland, Svealand, Nedre Norrland och Övre Norrland. Artens livsmiljö är sandstränder vid Östersjön.